# Kuchnia galicyjska

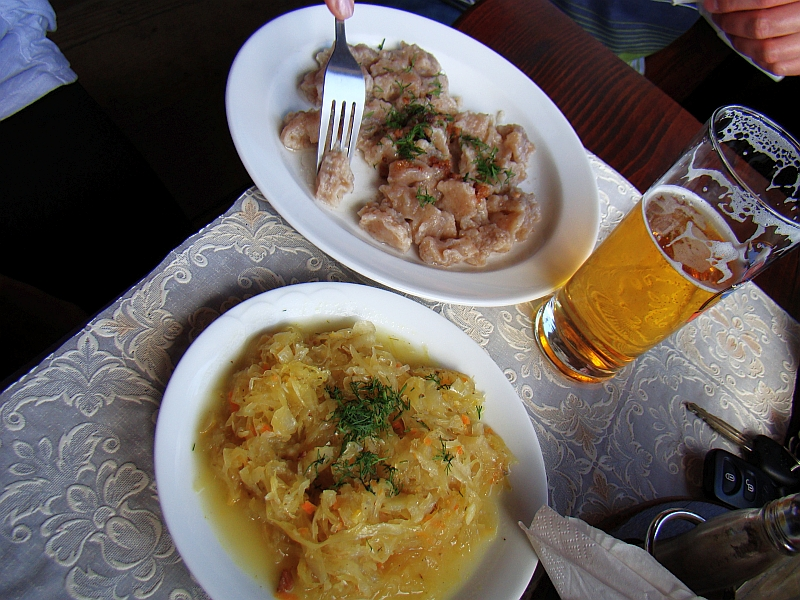
Szpecle z mąki razowej i duszoną kapustą jako przystawką

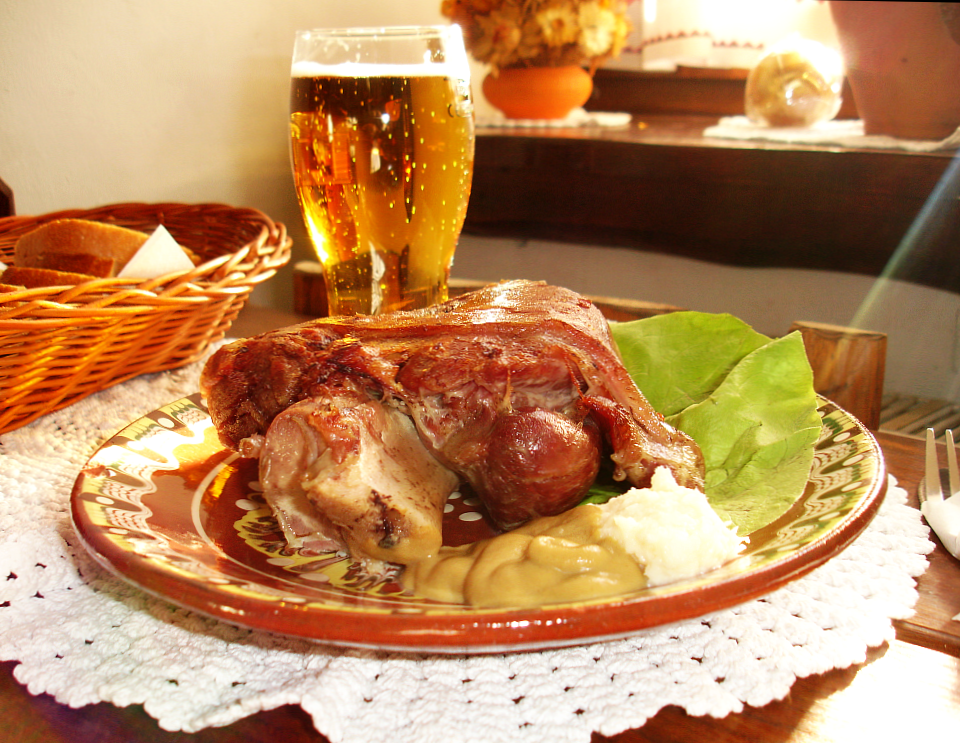
Golonka z musztardą i piwem

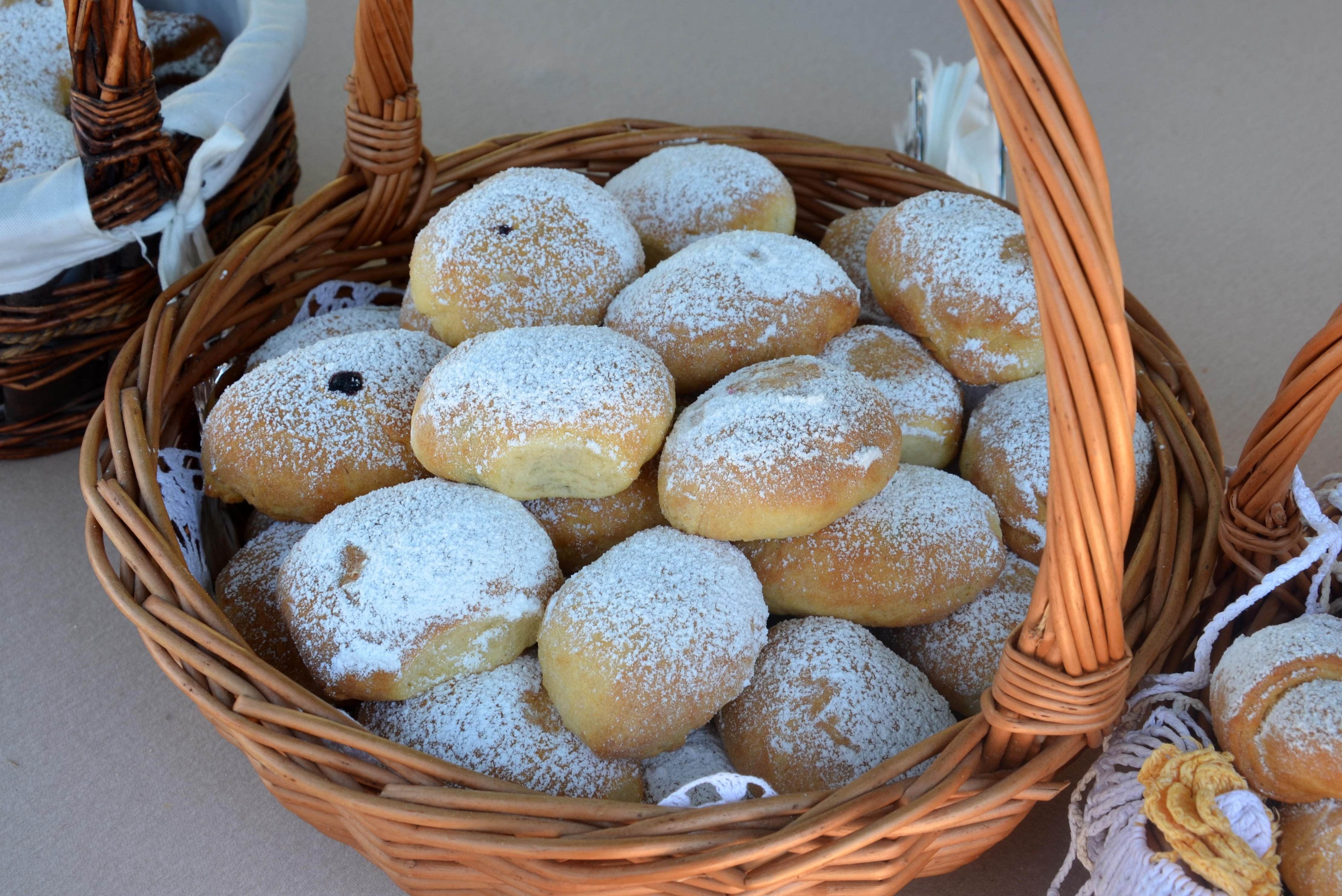
Maślane bułeczki cesarza Franciszka

Kuchnia galicyjska – regionalna kuchnia terenów wchodzących niegdyś w skład austro-węgierskiego kraju koronnego Galicji, stanowiąca, jako typowa kuchnia pogranicza, mieszankę kuchni polskiej i kuchni ukraińskiej, z dużymi wpływami kuchni austriackiej, węgierskiej, żydowskiej i innych.

## Tło historyczne
Można zauważyć geograficzny podział kuchni galicyjskiej m.in. na kuchnie podhalańską, huculską, krakowską (małopolską, zachodniogalicyjską), lwowską (wschodniogalicyjską). Osobne tradycje kulinarne miały liczne w Galicji mniejszości: żydowska i ormiańska.
Galicja, której ośrodkiem części zachodniej stał się Kraków, opierała się na południu o podalpejskie pasmo Karpat. Poza wysokimi partiami Tatr Podhala na południu przecięta jest kilkoma łańcuchami wzniesień i pogórzy. Wilgotne gleby dolinne nadają się do uprawy, dostarczając owoców i wina. Jednym z dominujących elementów przyrodniczych tych ziem są Beskidy.
Za główny ośrodek Galicji Wschodniej, jak i całej prowincji uchodził Lwów. Część wschodnia Galicji położona jest na Wyżynie Wołyńsko-Podolskiej, od północy graniczącej z Wyżyną Wołyńską, od południowego wschodu jej kraniec zajmują Karpaty Wschodnie. Na Rusi i Podolu większe dopływy Dniestru przecinają na części rozległy płaskowyż Wyżyny Podolskiej. Region Pokucia nad Dniestrem może się poszczycić sadami i winnicami.
Pogranicza przyjmują przeważnie pewne potrawy od sąsiadów, jednak w przypadku Galicji upodobania kulinarne objęły teren całej Monarchii. Nawet ogromne przemieszczenia ludności w wyniku zmian po II wojnie nie zatarły tradycyjnych nawyków kulinarnych całkowicie. Kuchnia galicyjska coraz częściej modyfikowana, urozmaicona akcentami kosmopolitycznymi nadal widoczna jest na stołach.

## Kuchnia regionu w dawnych czasach
Najwcześniejszy model gospodarki żywnościowej pojawił się na tych terenach w V tysiącleciu p.n.e., przyniesiony przez społeczności przybyłe z terenów dzisiejszych Bałkanów i Niziny Węgierskiej, niosące umiejętność uprawy roli i hodowli zwierząt. Najczęściej jadano wołowinę pochodzącą od udomowionego tura, wieprzowinę oraz baraninę, przybyłą wraz z ludnością z Europy Południowej. W epoce brązu obok pszenicy, żyta i jęczmienia pojawia się proso i owies. Hodowano również kury i gęsi. Uprawiano bób, soczewicę, mak, oraz rośliny oleiste, rzepik oraz rzepę oleistą i len.
We wczesnej epoce żelaza importowano sól z kopalń Hallstattu w obecnej Austrii, a także warzono miejscową sól pochodzącą ze źródeł solankowych.
Około połowy V w. p.n.e. nastąpił kolejny skok cywilizacyjny w rozwoju rolnictwa trwający kilka stuleci niesiony przez plemiona celtyckie. Migrujący Celtowie przynieśli ze sobą umiejętność wypiekania chleba na zakwasie na tych ziemiach oraz uprawy oleistej kukuczki. Na początku I tysiąclecia dotarły na obszar Galicji wpływy rzymskie za pośrednictwem plemion germańskich. Z przypraw roślinnych z tego okresu znano czosnek, chrzan i koper. Wczesnośredniowieczna kuchnia została zrewolucjonizowana przez pojawienie się pieców kopułkowych, co umożliwiało wypiek lepszego i pulchnego pieczywa.
Na przełomie X i XI wieku na stołach pojawiła się kapusta, mieszana razem z krupami, kawałkami ryb, mięsa lub słoniny. Z biegiem lat kwaśnica stała się podstawowym daniem jednogarnkowym podhalańskiego ludu. Całe Podkarpacie będzie znało tę potrawę, a każda gospodyni warzyć ją będzie na swój sposób i zgodnie z zasobnością własnej spiżarni. Na średniowiecznym stole znajduje się przede wszystkim groch pod różnymi postaciami.
Najstarszy zachowany przepis na barszcz z buraków pochodzi z końca XVI wieku, nazywany był wówczas kwaskowatą polewką.
Od XVII wieku olbrzymią popularnością wśród szlachty cieszyć się będzie zebranie potraw w Compedium kuchmistrza Czernieckiego spisane na zamku w Wiśniczu, wydane w Krakowie, które do XIX wieku doczeka się aż dwudziestu wydań. W Polsce ziemniaki pojawiły się po zwycięskiej odsieczy Wiednia w 1683 roku. Wtedy też Jan III otrzymał pierwsze sadzeniaki od cesarza Leopolda I prosto z ogrodów cesarskich w Wiedniu. Stanisław Czerniecki tworzy też dla dworu pierwsze potrawy z tertofelli, jak nazywano wówczas kartofle lub ziemniaki. W kuchni tej wyrazistości smaków nadawać będzie ocet, wino, cukier, przyprawy korzenne i aromaty.
Do przygotowywania potraw w zależności od zasobności portfela nie używano moszczu winnego do gotowania, lecz zastępowano go octem owocowym. Ziemniaki, według relacji z 1767 von Lendorfa, który zanotował, że między Tropawą a Krakowem, kartofle są pożywieniem zwykłego człowieka i jada się je trzy razy dziennie.

### Piwo
Do picia używano piwa, które było podstawowym i powszechnym napojem. Warzone było z pszenicy lub na sposób niemiecki z jęczmienia. We Lwowie piwo warzone jest od końca XIV wieku. W XVIII wieku statystyczny mieszkaniec dworu i dużych miast spożywał na głowę 20 litrów wódki i ponad 700 litrów piwa. Statystyczny chłop w tym samym czasie wypijał 3 litry wódki i 100 litrów piwa rocznie. Piwo konsumowano wówczas od śniadania do obiadu, od obiadu do poduszki. Piwo warzone było w każdym folwarku, w browarach miejskich, a także w wielu chłopskich gospodarstwach. Ceniono w Małopolsce z powodu fałszowania piwa wyłącznie prawdziwe piwa angielskie, importowane prosto z Londynu, „szmalbiry” i „elbiry” oraz ulubiony najdroższy porter. Przywożono również piwa z Czech i Śląska.
W drugiej połowie XIX wieku swoją pozycję umocniły na rynku browary w Żywcu i Okocimiu, zaś rangę międzynarodową zdobyła fabryka wódek i likierów Józefa Baczewskiego we Lwowie. Arcyksiążęcy Browar w Żywcu założony w latach 1852–1856 przez Karla Habsburga szybko zdobywa sławę najpierw w Galicji, gdzie konkuruje z piwami baronów Götz-Okocimskich oraz Browarami Lwowskimi.

### Wino
Do Małopolski winorośl dotarła z południa Europy, przypuszczalnie z Państwa Wielkomorawskiego. Według wykopalisk archeologicznych, już na przełomie IX i X wieku winorośl uprawiano na terenach Małopolski, z tego bowiem czasu pochodzą pozostałości winnicy odkryte na zboczach Wawelu
Pierwsze udokumentowane historyczne informacje o uprawie winorośli i produkcji wina w południowo-wschodniej Polsce pochodzą z przełomu XI/XII wieku ze Lwowa oraz z Krakowa. W połowie XII w. winnice krakowskie były już na tyle znane, że geograf arabski Al-Idrisi opisując Kraków wspomina, że jest pięknym, wielkim, o wielu domach, mieszkańcach, targach, winnicach i ogrodach. Również Benedyktyni z Tyńca sadzili winnice w swoich dobrach oraz w dolinie Wisłoki. Opactwo tynieckie było przez wieki jednym z najważniejszych ośrodków winiarstwa w regionie.
Dalej na wschód głównymi ośrodkami uprawy był Przemyśl i Lwów. W Przemyślu winnice zajmowały wzniesienie zwane dziś Winną Górą. W XIII wieku rozległe winnice posiadali w Przemyślu biskupi obrządku bizantyjskiego oraz klasztory franciszkanów i dominikanów. Na wzgórzach wokół Lwowa były kiedyś winnice, z których do stu beczek wina, i to nie najlepszego, brali każdego roku w dziesięcinie książęta ruscy.
W XIV wieku wino produkowali na Podkarpaciu już mieszczanie. W tym czasie osadnicy niemieccy rozwinęli uprawy winorośli w okolicach Krosna. Dokument lokacyjny z 1389 roku wspomina o winnicach należących do mieszczan przemyskich. Pozostałością dawnych kolonii są nazwy niw w obrębie wsi w których zajmowano się uprawą winorośli np. Winnice w Januszkowicach, Jodłowej, Lisowie, Liwoczu itd. W wieku XVI i XVII w Polsce wina z obszaru Węgier (najpopularniejsze w owym czasie – stąd powiedzenie nullum nisi Hungaricum = nic poza węgierskim) zwano węgrzynami, czasem madzarami, niemal równie popularne było wino pochodzące z okolic greckiego miasta Malwazja zwane w Rzeczypospolitej małmazją. W XVI wieku Lwów był znany jako jeden wielki skład małmazyi.
Od czasów saskich najpopularniejsze były wina sprowadzane z terenów Cesarstwa – węgierskie i austriackie, kupowane prosto u producentów, które trafiały następnie „na stoły w krakowskiem, sandomierskiem i na Ruś, na Ukrainie popularne były wina wołoskie i monasterskie”.

### Sery
Galicja znana była również z hodowli owiec i uszlachetnionego bydła, których hodowla dostarczała nie tylko wełny i serów, ale także mięsa. We wschodniej części przeważały rodzime odmiany wschodniokarpackie, w zachodniej owce odmiany saskiej. Agenor Romuald Gołuchowski sprowadza też uszlachetnione odmiany krów simmentalskich.

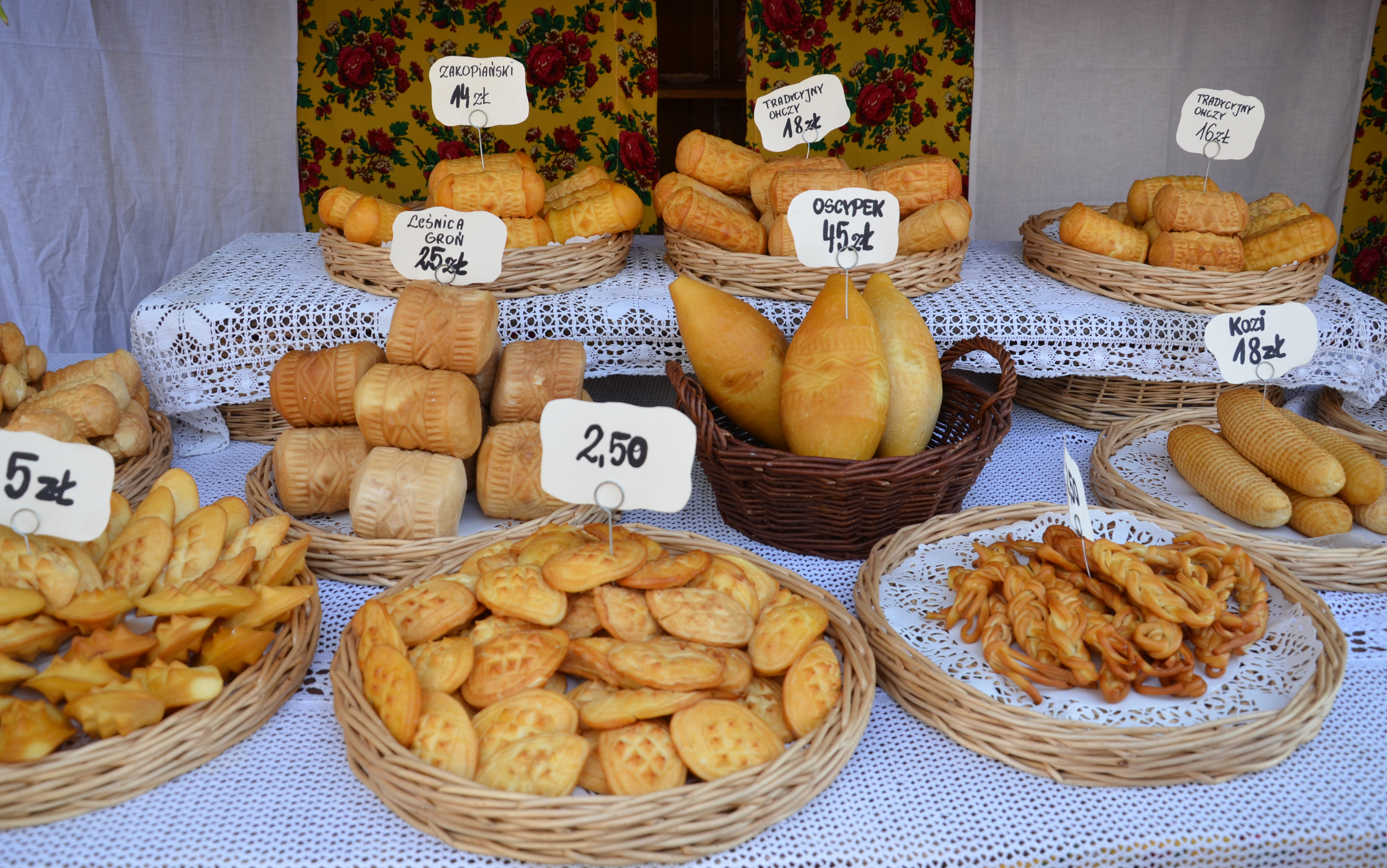
Wybór rozmaitych serów górskich na stoisku w Krakowie

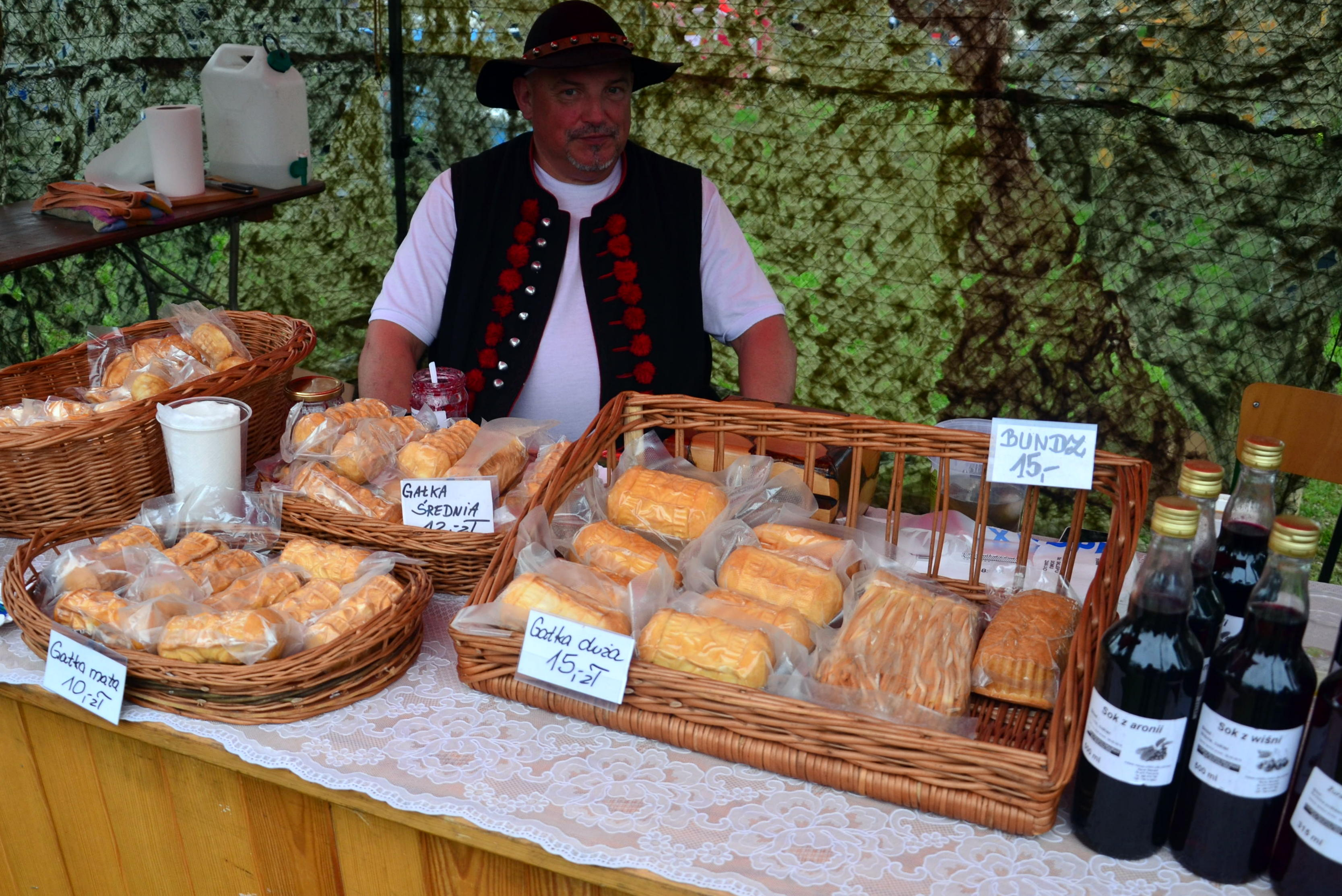
Stoisko producentów serów z Żywca

Według historyka Marcina Bielskiego (1551) osiedlanie niemieckich kolonistów podniosło ogólny poziom gospodarki kraju. A dlatego je (Niemców) Bolesław tam osadzał, aby bronili granic od Węgier i Rusi; ale że był lud gruby, niewaleczny, obrócono je do roli i do krów, bo sery dobrze czynią, zwłaszcza w Spiżu i na Pogórzu,... Ponad trzydzieści lat później w roku 1582 kronikarz Maciej Stryjkowski napisał, że niemieccy chłopi osadzeni pod Przeworskiem, Przemyślem, Sanokiem, i Jarosławiem są „dobrymi rolnikami”. W roku 1632 podobną opinię wyraził Szymon Starowolski w dziele Polonia:

Następnie idzie Łańcut (...) i Rzeszów (...) ; mleka tu i płócien lnianych wielka jest zwykle obfitość, ponieważ wioski na całym tym obszarze zamieszkują potomkowie niemieckiego plemienia, wzięci na jakiejś wojnie przez Kazimierza Wielkiego, króla Polski, lub sprowadzeni z Saksonii, z dziećmi i żonami, aż w te okolice. Ci przeto o bydło i uprawę lnu troszczą się wielce i w porze jarmarków tak do innych okolicznych miast wymieniane towary zwożą na sprzedaż, jak przede wszystkim do Rzeszowa i Jarosławia

Charakterystyczne dla kuchni polskich gór są sery o tradycji wołoskiej jak oscypek, redykołka, bundz, gołka i bryndza podhalańska.
W kuchni mieszczańskiej popularność zdobywa sernik tzw. wiedeński.

## Tradycyjna kuchnia regionalna
Kulinarne dziedzictwo tych ziem ma tradycje sięgające często setek lat. Są one bardzo różnorodne ponieważ wywodzą się i z wołoskich wyrobów pasterskich i łemkowskiej kuchni, zaś środkową część regionu zajęli potomkowie średniowiecznych saskich osadników. W przypadku Polski w porównaniu do innych krajów Europy Zachodniej różnice w kuchniach regionalnych są pozostałością po dawnych zaborach. W następstwie podziału państwa w 1772 i uznaniu przez Sejm polski zaboru Galicji, daje początek zmian w obyczajowości, ale również tradycji kulinarnej. W tym przypadku dziewiętnastowieczne granice pozostawiają trwałe ślady do czasów współczesnych.
Najwięcej w spadku po cesarstwie Habsburgów i sąsiadów przyjęła Galicja położona geograficznie w przeważającej części na północnym Podkarpaciu, Beskidach i Karpatach. Stanowiąca część wielonarodowego państwa miała ożywione kontakty z Węgrami, Rumunami, Czechami, Niemcami i Rusinami.
Kuchnia galicyjska stała się polem na którym kultury tych narodów stykały się i przenikały. W galicyjskiej kuchni dostępna była papryka, bakłażany i kasza kukurydziana, które w innych częściach rozbiorowej Polski nie były znane. Rozpoczęto też po raz pierwszy uprawę słonecznika. Podobnie jak gulasz węgierski, konfitury z róży, „piszyngery”, słodkie omlety, proziaki, bliny i kutia. Stąd też wzięły swój początek pierogi ruskie oraz przejęte z kuchni wiedeńskiej torty w tym budapeszteński tort Dobosa.
W zwyczaju jak dawniej jest kupowanie świeżej żywności na miejskich targowiskach, od owoców po wędliny. Jak dawniej wróciły do sprzedaży lokalne specjały, chleby, mąki, przyprawy węgierskie i nabiał oraz przysmaki z całego świata. Najstarszym placem targowym w Krakowie jest Stary Kleparz. Nieodłącznym elementem krakowskiego folkloru są sprzedawcy wiejskich serów krowich, kozich i owczych. Na straganach dostępna jest bryndza i bundz do degustacji. Do starej tradycji nawiązuje również festiwal kulinarny Najedzeni-Fest, oferujący lokalny specjał – kiełbasę lisiecką, wołowinę, cielęcinę, ryby, soki, owoce, warzywa, oleje tłoczone na zimno i zioła. Swoje wyroby prezentują tu lokalni producenci cydru, browarnicy, gospodarstwa rolne, restauratorzy, cukiernicy i branżowe markety.

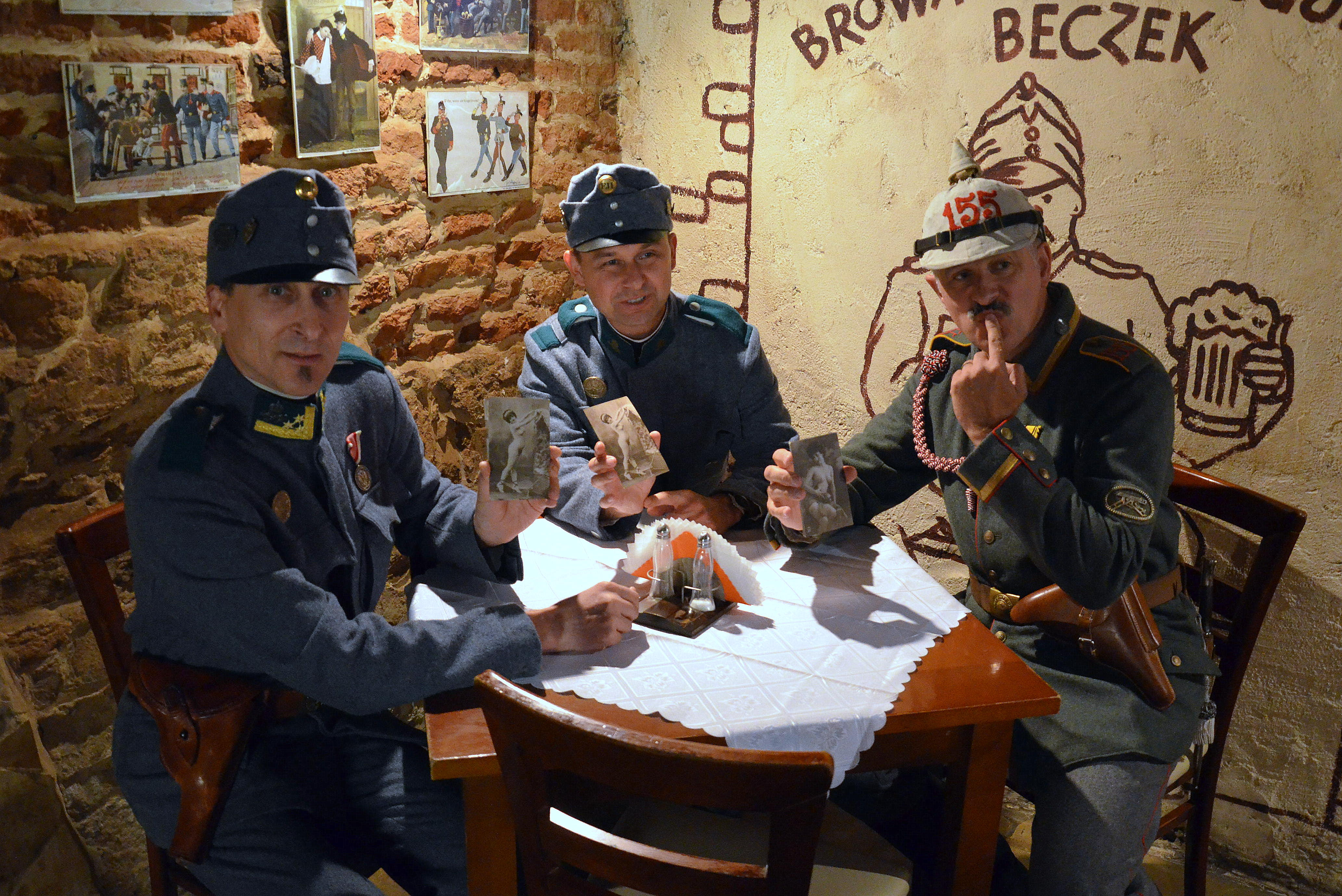
Galicyjska knajpa szwejkologów

### Tradycje stołu ziemiańskiego, mieszczańskiego i chłopskiego
W roku 1866 Jan Andrzej Pelar wydaje w Rzeszowie „Książkę kucharską” w której przedstawia dotychczasowe doświadczenia kulinarne „bogaczów i biedaków”. Kilkadziesiąt lat później kucharz hrabiego Antoniego Potockiego, Antoni Teslar, wydaje w roku 1910 książkę pt. „Kuchnia polsko-francuska”. W XIX wieku kuchnia galicyjska staje się popularna również we Francji, gdzie na najbardziej wyrafinowanych stołach serwowano m.in. perliczki po krakowsku z kluseczkami i borowikami. W kuchnia lwowska przejęły wpływy płynące prosto z Wiednia.
Kasza uchodziła w kuchni polskiej za pożywienie prymitywne, którą żywili się głównie ludzi ubodzy i chorzy. Karmiono nią między innymi osoby cierpiące na schorzenia przewodu pokarmowego i była całkowitym przeciwieństwem upodobań kulinarnych mieszkańców zza Buga i Sanu, dzieląc w swoisty sposób kulinarną Galicję na część wschodnią i zachodnią.

Wincenty Pol, Pieśń o ziemi naszej
„Aż do Bogu, aż do Sanu
leży, czarna wyorana
Ruś czerwona, Ruś hreczna”

W roku 1842 w książce kucharskiej wydanej przez Milikowskiego anonimowy autor przedstawił kilkaset przepisów na potrawy z ziemniaków, od purée, przez sałatki, hopki, szterce, paszteciki, zapiekanki, budynie, knedle, kluski, kugle, aż do tortów i potrawek z obierzyn ziemniaczanych. Możliwość użycia ziemniaków w produkcji wódki zrewolucjonizowała gorzelnictwo w całej Galicji. Kolejny milowy krok dokonał się dzięki aparatom Johannesa Pistoriusa, by już w roku 1844 w ramach akcji walki z alkoholizmem w zachodniej Galicji, wzniesiony został w Krzeszowie specjalny pomnik nagrobny dla gorzałki.
W barszczu ukraińskim fasola z tartymi burakami, ziemniakami i kapustą, na zachodzie dla odmiany do tej zupy oprócz uszek nie wrzuca się już nic więcej. Ruskie są pierogi nadziewane serem, kapustą, ziemniakami i wiśniami. Kapusta duszona, bigos, podhalańskie gałuszki, szpecle i knedle dominują po stronie zachodniej. Barszczyki, gołąbki, kotleciki łączyły obie strony pod względem smaku. W kuchni Ukraińców przeważały dania mączne okraszane tłuszczem wieprzowym lub słoniną. Z dań skromniejszych jajecznica na słoninie i młoda sałata ze śmietaną. Bliny z żytniej mąki pytlowanej ze skwarkami na słoninie i gęstą kwaśną śmietaną. Przysmakiem był barszczyk z suchą kiełbasą z dodatkiem szpekuchów, czyli pierożków drożdżowych nadziewanych słoniną i cebulą. Spożywano też dużą ilość nabiału szczególnie śmietany i śmietanki, którą podawano na surowe owoce i kisiele owocowe. Każda zupa i każdy sos obficie zaprawiane były śmietaną, ze śmietaną jadano również wszystkie bliny i blinki, sałatę, mizerię i jedyną zimową surówkę – rzodkiew. Twaróg ze śmietaną z cukrem i cynamonem mógł zastąpić najlepsze leguminy.
Obficie stosowano tłuszczów, w zależności od zawartości portfela było to masło, słonina i śmietana. Na krańcach północno-wschodnich widoczne były pewne naleciałości tatarskie, przede wszystkim kołduny oraz obfitość stosowanej w tej kuchni baraniny. Poza kołdunami pierożki smażone zwane kibinami przypominające czebureki krymskich Tatarów. Baranina w tej kuchni na wsiach i miasteczkach stanowiła przez ponad pół roku jedyne mięso w handlu. Poza kołdunami z młodej baraniny, spożywano kiszki czarne z hreczanej kaszy, leszcze pieczone na słoninie, szczupaki faszerowane i pieczone na słoninie, kurczęta w potrawce z rakowym sosem, i pasztety z dzikich kaczek. W kuchni Rusinów na co dzień jadano barszcz z mąki żytniej (kisełycia), barszcz z buraków, ziemniaki ze zsiadłym mlekiem lub kapustą, krupy, zamieszkę z mąki owsianej lub żytniej, zupę z ziemniaków lub mąki owsianej (czyr). Chleb zastępowano plackami z mąki owsianej mielonej na żarnach i pieczonych na płycie kuchennej. W święta zrazy z baraniny.

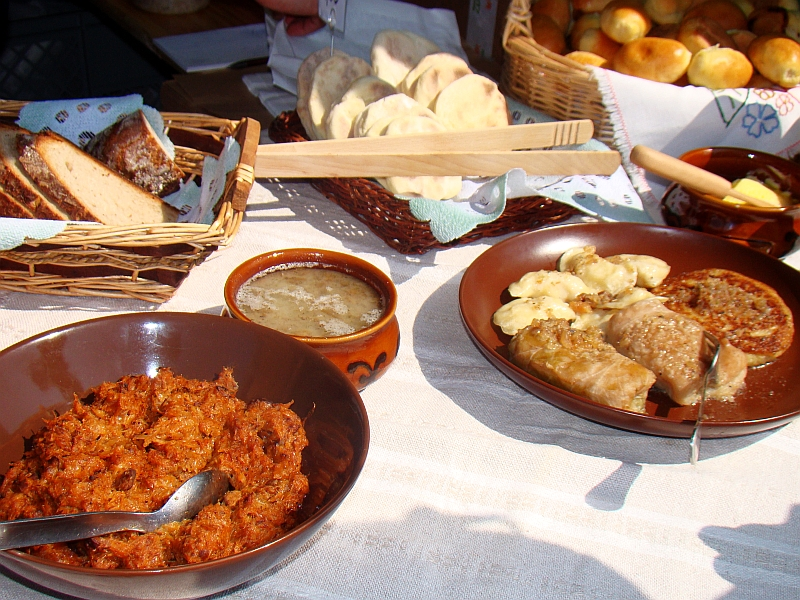
Komplementarny posiłek kuchni chłopskiej, Sanok

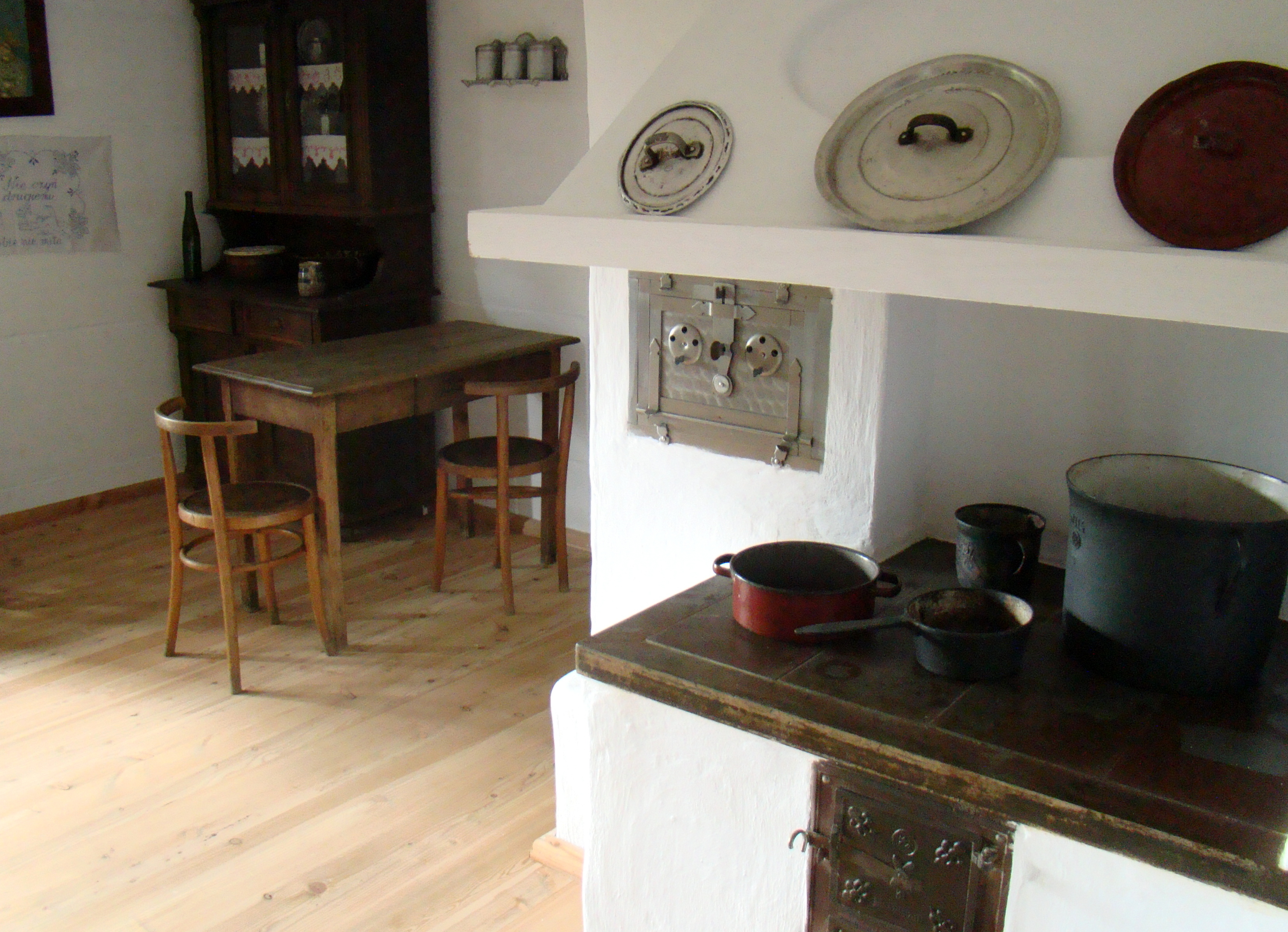
Piec z bratrurą w galicyjskiej kuchni

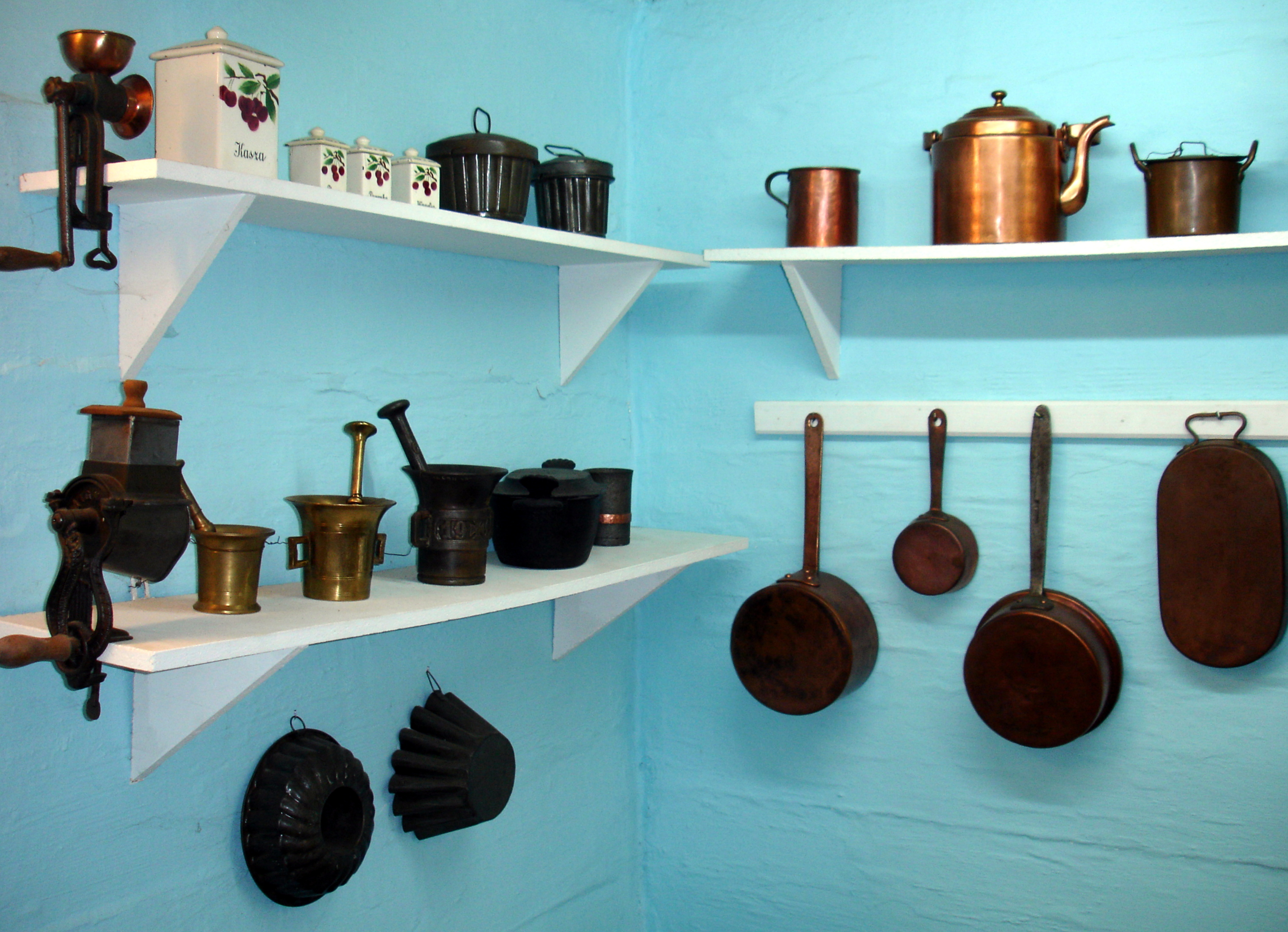
Naczynia kuchenne do przygotowania słodkich wypieków w Galicji, kugli, biszkoptów, musów, serników itp.

Dla większości mieszkańców Beskidów i Podkarpacia zawsze było to pożywienie skromne, proste i tradycyjne. Ziemniaki wraz z kapustą były podstawą prawie każdego jadłospisu, a ciasto ziemniaczane w zależności od regionu pieczone było na różne sposoby. Również gęsta zupa stanowiła podstawę jadłospisu, była jednocześnie syta i pożywna.
Do najczęściej podawanych należał kapuśniak, kwasówka i kwaśnica, zupy z kiszonej kapusty do której dodawano wieprzowinę z kością lub skórę ze słoniny. Jednak mięso dla wieśniaczej kuchni było pożywieniem świątecznym, często było marynowane, wędzone i wekowane. W święta wypiekano słodkie nadziewane placki i pierniki z cynamonem.
W Wigilię na stołach Galicji serwowano struclę np. drezdeńską z konfiturą lub z makiem, torty przede wszystkim kakaowy lub makaronikowy czy najbardziej znanego wiedeńskiego piszingera. Maria Gruszecka w książce pt. „Kucharz krakowski”, w menu wigilijnym wymienia barszcz z uszkami, zupę migdałową, paszteciki rybne, jarmuż z kasztanami, szczupaka pieczonego, sandacza z jajkami, kluski ze śliwkami. Na deser w wigilijny wieczór podawano leguminę makową i budyń z waniliowym szodonem. W Galicji wschodniej popularna była słodka kutia. Raczono się przy tym świątecznym grzanym winem z dodatkiem soku z pomarańczy i przypraw korzennych.

### Potrawy tradycyjne
- kotlet schabowy
- golonka
- paprykarz
- gulasz
- flaczki
- knedle tyrolskie
- szpecle
- placki ziemniaczane
- karkówka pieczona z kminem
- gołąbki, hołubcie
- barszcz ukraiński
- pierogi ruskie, lwowskie
- bliny
- obwarzanek
- knedle
- kiełbasa krakowska
- maczanka krakowska
- sałatka ziemniaczana
- żentyca
- kwaśnica
- oscypek
- bundz
- redykołka
- pischinger
- omlet biszkoptowy
- wody mineralne z Wysowej, Krynicy, Rymanowa, Iwonicza i Żywca
- piwa ze „złotego trójkąta” Leżajsk, Okocim i Żywiec

## Źródła
- J. Bobrecki, Książka kucharska, czyli jasna i dokładna nauka sporządzania potraw mięsnych i postnych zawierająca znaczny zbiór niezawodnych przepisów…, wyd. 1866, 1885, 2008 w Rzeszowie.
- Juliuszowa Albinowska, Dom oszczędny, Wiedeń 1906, Lwów 1907, Lwów 1921.
- Robert Makłowicz, CK Kuchnia, 2015.